# 佐藤佳奈
佐藤 佳奈（さとう かな、1996年11月22日 - ）は、読売テレビのアナウンサー。

## 来歴・人物
千葉県市川市出身。市川中学校・高等学校へ進学。中学生時代には、川栄李奈などと共に、AKB48の11期生オーディションに合格していた。実際にデビューに向けたレッスンまで受けていたが、在学中の芸能活動を学校側が認めなかったことから、デビューの3日前にメンバー入りを辞退している。その一方で、高校時代にはサッカー部でゴールキーパーを務めていた。慶應義塾大学法学部法律学科入学後は、「さよならモラトリアム」というコピーダンスチームに所属していたほか、東京ドームでビール販売のアルバイトに携わっていた。また、「さよならモラトリアム」で活動していた時期から、本名の平仮名表記（さとうかな）にちなんで「さかな」や「さかなちゃん」といった愛称を付けられている。ただし、本人は魚料理より家系ラーメンが好きなことを自認している。卒業後の2019年4月1日付で、読売テレビに入社。新入社員では唯一のアナウンサーで、入社1年目に防災士の資格を取得した。この年にアナウンサーとして毎日放送（読売テレビと同じ在阪民放局）へ入社した野嶋紗己子とは年齢が同じで、出身学科の同級生にも当たる。
入社2年目の2020年4月から、『朝生ワイド す・またん!』へレギュラーで出演中。2022年3月まで一部の曜日（当初は金曜日のみ→2020年10月からは月 - 水曜日）で担当していた天気予報では、視聴者に注目を勧めたいアイドルを「女性アイドルのオタク」の立場から紹介することや、アイドルのコピーダンスを踊り狂ったりすることも多かった。2022年4月からは、先輩アナウンサーの虎谷温子・立田恭三と共に全曜日（月 - 金曜日）の司会を任されている。
なお、『す・またん』では佐藤の司会起用を機に、佐藤の顔と愛称の「さかなちゃん」をモチーフに据えた魚のキャラクターを新たに設定。このキャラクターの名前を視聴者から公募した結果、名前の佳奈（かな）にちなんで「かなエル」と命名されている。その一方で、本人は2020年10月から2022年3月まで、『秘密のケンミンSHOW 極』（東京支社制作の全国ネット向け番組）にも「データ担当」（先輩アナウンサー・平松翔馬の後任）としてレギュラーで出演していた。
学生時代にハーフマラソンを完走した経験の持ち主で、読売テレビ入社4年目の2023年2月には、26日開催の第11回大阪マラソン・一般の部でフルマラソンに初めて挑戦。5時間7分58秒（速報値では5時間9分45秒）というタイムで完走した。この部門では関西ローカル向けの生中継を含めた特別番組の制作を読売テレビと毎日放送が分担していたため、大会の直前には、両局による大阪マラソン関連のコラボレーション企画にも参加していた（詳細後述）。

## 現在の出演番組
- す・またん!（全曜日[14]、2020年3月31日 - ）- 司会、芸能担当[15]、「あにまるウォッチ！」ナレーション担当
- NNN各種ローカルスポットニュース（不定期、『NNNストレイトニュース』など）
- アナウンサー向上委員会（2020年10月3日 - ）
- 大阪ほんわかテレビ（2021年4月 - ）
- 鳥人間コンテスト選手権大会 - 出場チーム紹介・記録アナウンス担当（2021年 - ）
- 情報ライブ ミヤネ屋（2021年10月7日、2022年4月12日、2024年4月5日 - ） - 総合司会（金曜・月後半）
  - 2021年10月7日、2022年4月12日は先輩アナウンサーである澤口実歩の休暇に伴う代理として出演。

## 過去の出演番組
- ytvアナウンサー向上委員会 ギューン↑（2019年9月4日 - 2020年10月1日）
- 俺たちのストリートファイト（2020年3月23日）
- 麒麟・川島のハッシュタグバトルツアー（2020年3月28日）
- 次世代お笑い戦隊ギャグレンジャー（2020年9月22日）- アシスタント
- つづきはテレビでTV（2020年6月27日、9月19日、11月7日、12月12日）- アシスタント
- 平成紅梅亭（2020年12月9日）- アシスタント
- DRAMATIC BASEBALL「巨人 × 阪神」『野球愛 ベタ惚れナイター』（2021年4月20日） - 阪神愛ルームアナウンサー[16]
- 秘密のケンミンSHOW 極（2020年4月9日 - 2022年3月）- データ担当（第5代目）[17]
- よんチャンTV（毎日放送、2023年2月24日）
  - フルマラソンに初めて挑戦する大阪マラソン第11回大会（2023年2月26日）のPRを兼ねて、17時台後半の関西ローカルパートにゲストで出演[18]。アナウンサーとしての同期で、大学（出身学科）での同級生にも当たる野嶋が（スタジオのある）毎日放送本社M館1階エントランス（大阪マラソンの開催と連動した健康グッズの展示会場）からの生中継リポートを担当していたため、出演中には野嶋とのクロストークも実現した。
  - 当日（金曜日）の早朝に司会を務めていた『す・またん』では、「大阪マラソンスペシャル」を午前5時台に編成したうえで、『よんチャンTV』のレギュラー出演者からメインパーソナリティ（総合司会）の河田直也（佐藤と同じく一般の部でフルマラソンに初めて挑む毎日放送のアナウンサー）と「らいよんチャン」（番組および同局全体のイメージキャラクター）の着ぐるみをスタジオに迎えていた[19]。
- 第12回ytv漫才新人賞決定戦（2023年3月19日）- 司会
- はれのひ　シンデレラウェディングドレスを日本へ！ある女性の挑戦（2024年2月24日）- 緑魔子 役
  - 佐藤のドラマ初出演作でウエディングドレス姿を披露する[20]。

## ディスコグラフィ
- 私のモヤっと日記（おんなのうたお届け委員会） - 虎谷温子・諸國沙代子とのトリオ曲で、2020年2月12日よりiTunesにて配信開始[21]。